# SIKON ISAF 14
SIKON ISAF 14 je bil štirinajsti kontingent Slovenske vojske, ki je deloval v sklopu ISAFa v Afganistanu. Kontingent je bil nastanjen v bazi Bala Baluku, v provinci Farah. 
Kot prvi slovenski kontingent so 1. novembra 2010 prevzeli samostojno OMLT, skupino za mentoriranje in povezavo, ki je namenjena urjenju afganistanske kopenske vojske. Hkrati pa so zaradi narave usposabljanja bili prvi slovenski vojaki, ki so delovali izven baze in mest.

## Zgodovina
Kontingent je sestavljalo 88 pripadnikov Slovenske vojske, 2 civilna strokovnjaka in 11 pripadnikov Nacionalne garde Kolorada. 
7. oktobra 2010 je v Afganistan prispela predhodnica kontingenta. 16. oktobra je Slovenijo zapustila glavnina kontingenta (59 pripadnikov).

## Organizacija in oprema
Kontingent je obsegal 101 pripadnika: 88 slovenskih vojakov, dva slovenska civilista in 11 ameriških vojakov. 
Dalje se je kontingent delil na: OMLT, enota za podporo, enoto za bojno podporo in medicinsko enoto. OMLT, katero je vodil podpolkovnik Marjan Sirk, je bila sestavljena iz 21 pripadnikov (14 iz Slovenske vojske in 7 iz Nacionalne garde Kolorada) in je bila dodeljena 6. bataljonu 2. brigade 207. korpusa Afganistanske nacionalne armade (ANA). Vsaki pehotni četi so dodelili po tri mentorje (poveljniku čete in četnemu ter vodnemu podčastniku), medtem ko so bili poveljnikoma in četnima podčastnikoma čete za ognjeno podporo in poveljniško-logistične čete dodeljeni mentorji. Ostali mentorji so delovali v štabu in sicer so bili mentorji poveljniku bataljona, namestniku poveljnika, izvršilnimu častniku, načelnikom sektorjev S1, S2 in S4; dva mentorja (častnik in podčastnik) pa sta delovala v sektorju S3. Eden od mentorjev je bil sanitetni podčastnik, ki je nadzoroval usposabljanje afganistanskih bolničarjev.
Opremljeni so bili s: 4 srednja oklepna vozila 8 × 8 svarun, 3 lahka kolesna oklepna vozila 6 × 6 valuk, 8 lahkih kolesnih oklepnih vozil 4 × 4 hummer, osebno terensko vozilo puch, ter z najetimi ameriškimi vozili: dve oklepni tovorni vozili 10 t in 4 lahka oklepna vozila 4 x 4 (MRAP).
To je bil prvi kontingent Slovenske vojske v Afganistanu, opremljen z oklepniki Svarun. Zaradi okvare dveh Svarunov v prvih treh mesecih delovanja je potekala debata tudi v slovenskem parlamentu, hkrati pa si je Slovenija brezplačno izposodila ameriška oklepna vozila za zagotavljanje večje mobilnosti in varnosti.